# Vescomtat de Narbona
El vescomtat de Narbona fou un dels estats o jurisdiccions feudals d'Occitània que tenia per centre la ciutat de Narbona.

## El comtat
Era un comtat visigot que va passar a domini dels musulmans el 719. A la meitat de segle apareix com a comte Gilbert, cap dels gots de la ciutat; el 752, quan Nimes, Magalona, Besiers i Agde es van sotmetre als francs sota Ansemond, apareix com a comte Miló. Miló hauria negociat l'entrega del comtat als francs durant el llarg setge de la ciutat (752 a 754 i 756-759) i encara que els comtes eren amovibles, tant segons la llei dels francs com la dels visigots, el carolingi Pipí I el Breu l'hauria mantingut com a comte després del 759. No es coneixen exactament els noms i fets dels comtes que van governar el territori, però si els d'alguns d'ells. El primer del que es tenen notícies certes és Miló del que consta la seva actuació en un judici el 782, en el qual fou condemnat en el litigi que l'oposava a Daniel, bisbe de Narbona, per les possessions de les esglésies de Sant Just i Sant Pastor, de Sant Pau i de Sant Esteve; se sap també que va ajudar a fundar l'abadia de Sant Joan i Sant Llorenç de Caunes.
El 791, en una acta, apareix com a comte un tal Magnari, i el devia seguir ben aviat Esturmió (Sturmion) vers el 793. I vers el 800 apareix Ademar (o Adhemar), que se suposa nomenat per Sant Guillem de Tolosa, i que el 801 va participar en la Conquesta de Barshiluna i després en les dues primeres expedicions contra Tortosa (vegeu Berà). En aquests anys (del 800 al 811) apareix com a comte Esturmió que potser era només el seu veguer al comtat. Ademar romangué com a comte fins al 817. En aquest any el comtat fou concedit a Liebulf, que l'hauria tingut fins al 820; Liebulf fou nomenat comte de Provença (vers 820) i el comtat de Narbona fou administrat de fet pels vescomtes; després del 828 fou agregat als dominis del comte i marquès de Barcelona (Bernat de Septimània); llavors les funcions comtals van passar definitivament al vescomte.

## Vescomtat
Apareix esmentat com a vescomte des del 802 un tal Quixilà que exercí les funcions fins al 821. El va succeir Agilbert, que va ser vescomte fins prop del 834 en què el càrrec va passar a Esteve de Narbona, que aquest any ja apareix presidint un judici. Potser fou una època conflictiva perquè ja el 836 es tenen notícies de dos vescomtes que governaven en comú, Ermenard i Austen. Esteve era un fidel del rei, però sembla que fou un fill seu d'igual nom que va rebre de Carles el Calb béns al Narbonès el 849, i que el 852 se l'esmenta com vassus dominicus i era jutge del tribunal del comte Odalric a Crespià (al Narbonès). El 852 començaren a governar en comú Alaric i Francó I, i d'aquest darrer va arrancar la dinastia vescomtal hereditària. El 876 va ocupar el càrrec Lindoí que el 878, aliat al comte Miró el vell del Conflent, es va revoltar contra Bernat de Gòtia, que al seu torn estava revoltat contra Lluís el Tartamut. Bernat va fugir i Lindoí va expulsar molts clergues als que va substituir per fidels seus i del partit legitimista. Potser per aquestos fets va desaparèixer del càrrec el 878 i substituït per Maiol, probable fill de Francó I. Aquest es va casar amb Ramona i va governar fins a morir, no més enllà del 911.
El seu fill Alberic es va casar amb Atalana de Mâcon i va fundar una dinastia narbonesa en aquest comtat (que va durar aproximadament del 926 fins al 894, prolongada en la casa dels senyors de Salins); el fill Gauger I o Gualquer I potser va morir abans que el pare o molt poc temps després i el vescomtat va anar a parar al fill Francó II, casat amb Arsenda d'Empúries i Rosselló, que va morir el 924; un quart fill, Maiol, mort després del 935, fou vescomte de Mâcon, però només va deixar una filla que potser va morir jove i soltera. Mort Francó II el vescomtat va passar al seu fill Glerad o Volverad I, que va morir després del 926 i el va succeir el seu germà Odó I, casat amb Riquilda; Odó I va tenir tres fills, el primer Maiol fou vescomte fins a la seva mort el 952, quant ja els seus dos fills Guademir i Simplici (ardiaca potser a Narbona) havien mort; el segon Francó, fou bisbe de Carcassona (va morir cap al 978); i el tercer Matfred I, casat amb Adelaida de Comenge-Carcassona, fou vescomte fins a la seva mort produïda entre el 966 i el 969; cal esmentar també a la seva filla Garsenda, dona de Ramon III Ponç I de Tolosa i Albi. Martfred va deixar dos fills (i una filla, Trutgarda, que fou monja): el gran Ramon I, casat a Ricarda de Rodés, que el va succeir en el vescomtat, i Ermengol, arquebisbe de Narbona (mort el 1014). Ramon va morir cap al 1020 i el va succeir el seu fill Berenguer I, que va ser també nominal comte de Tarragona. i es va casar amb Garsenda de Besalú; el seu germà Guillem I va rebre el Menerbès amb el títol de vescomte de Menerba i va iniciar una dinastia narbonesa a aquesta regió; el tercer germà Ermengol, va rebre la senyoria de Tralhas i va iniciar una dinastia de senyors; i la germana Ermengarda es va casar amb Llop Ató vescomte de Zuberoa.
A la mort de Berenguer I el 1067 el van succeir en indivís els seus fills: Bernat I i Ramon II; el primer es va casar amb Fe de Roergue i va seguir la línia; el segon es va casar amb Garsenda de Carcassona-Besiers i més tard amb Ricarda de Milhau i van tenir quatre fills: Ricsenda (casada amb el vescomte Jofre I de Marsella), Bernat Pelet (fundador de la branca Pelet, senyors d'Alés, després comtes de Melguelh), Berenguer i Ricard; fills de Berenguer I foren també Ricsenda (morta cap al 1070) casada amb Ricard II vescomte de Millau i Gavaldà; Adelaida, casada amb Ramon vescomte de Peralada; Ermengarda, casada amb Guillem V senyor de Montpeller i després amb Ramon d'Andusa senyor d'Andusa; i finalment Pere, bisbe de Rodés i Arquebisbe de Narbona que va morir el 1089.
Bernat I va morir cap al 1077 (no més tard del 1080) i el va succeir el seu fill Eimeric I, casat amb Mafalda de Pulla i Calàbria, que abans havia estat casada amb Ramon Berenguer II de Barcelona; germans d'Eimeric foren Fe, casada amb el vescomte Ató de Bruniquel, Hug, i Berenguer. Eimeric va morir cap al 1106 i el va succeir el seu fill Eimeric II, casat successivament amb Ermengarda de Carcassona-Besiers i amb Ermessenda; va ser també senyor de Fenollet o Perapertusa i va perdre el vescomtat davant Alfons I Jordà de Tolosa; altres fills d'Eimeric I foren: Berenguer (abat de La Grassa i arquebisbe de Narbona, Guiscard, Bernat Ramon, Mabília (casada amb Pere III, vescomte de Carcassona-Besiers), i una altra filla de nom no conservat (que es va casar amb Eustaqui de Poitiers). Eimeric II va morir després de perdre el vescomtat i no va deixar fills mascles (un fill anomenat Eimeric havia mort jove); la seva filla Ermengarda va rebre el vescomtat de mans del comte de Tolosa Alfons I que el va restituir a la família; es va casar després amb Bernat d'Andusa (Bernat II) que va portar el títol vescomtal.
La seva germana Ermessenda es va casar amb Manrique de Lara senyor de Molina i de Mesa en el fill del qual, Pere I Manrique de Lara va abdicar Ermengarda el 1192, retirant-se a Perpinyà on va morir el 1194. Altres fills d'Ermessenda foren Eimeric (mort el 1177), Guillem, Sanç, Major (casada amb Gómez González de Marañón) i Elvira de Subirats (casada amb el comte Ermengol VIII d'Urgell i després amb Pere de Cervera senyor de Juneda, i morta el 1220). Pere I es va casar amb Sança de Navarra i va morir el 1202 després d'abdicar el vescomtat en el seu fill Eimeric III mentre l'altra fill Gonzalo Pérez Manrique de Lara (casat amb Teresa Sança Gómez de Trava) rebia els senyorius de Molina i Mesa; un tercer fill, Rodrigo Pérez Manrique es va casar amb Maria de Bragança; i la filla Ricsenda fou l'amistançada del comte Ramon Roger I de Foix.
Eimeric III es va casar amb Guillema I de Castellvell senyora de Castellvell de Rosanes considerada vídua de Guillem Ramon de Montcada futur vescomte de Bearn. Més tard es tornà a casar amb Margarida de Montmorency-Marly, i va morir el 1239 deixant cinc fills: Margarida (casada amb Guillem I de Montcada, senyor de Tortosa i Fraga), Eimeric (Canonge de Chartres), Ermengarda (casada amb el comte Roger Bernat II de Foix i vescomte de Castellbó), Alícia (monja) i el primogènit i successor Amalric I, casat amb Felipa de Bermon d'Andusa.
Amalric I va morir el 1270 deixant tres filles i tres fills mascles: Amalric (casat amb Algaia de Rodés, tronc de la casa senyorial de Talheiran (Talleyrand), Guillem (canonge de Chartres i Narbona) i el fill gran Eimeric IV, vescomte de Narbona, casat amb Sibil·la de Foix, que va morir el 1298 deixant quatre filles (dos de nom no conegut; una altra anomenada Mafalda, casada amb Alfons de la Cerda senyor de Gibraleón i pretenent del tron de Castella i Lleó; i una altra anomenada Margarida, casada amb Pere de Castella senyor de Ledesma, Alba i Salvatierra) i un sol fill, Amalric II, casat amb Joana d'Illa-Jordà i més tard possiblement amb Maria d'Antioquia.
Amalric II va morir el 1328 i va deixar set fills: Galceranda (casada amb Jaspert V vescomte de Castellnou), Constança, Joana, Sibil·la, Guillem (casat amb Gallarda de Levis), Pere (Bisbe d'Urgell) i el successor Eimeric V (casat amb Caterina de Poitiers i després amb Timbor de So senyora de Puegseguier) que va morir el 1328. El seu fill gran fou Amalric III, casat amb Urianda d'Ais (identificada potser amb Auda de Clermont) i després amb Maria de Canet, que va morir el 1341.
El seu germà Eimeric VI va ser vescomte i es va casar cinc vegades (amb Beatriu de Sully, Violant de Ginebra, Beatriu d'Arborea, Guillema de Vilademany i Marquesa de Fenollet); germans seus foren Guillem baró de Mosset i senyor de Montagut, i Sibil·la (casada amb el senyor Andreu I de Fenollet i vescomte d'Illa i Canet que la va assassinar cap al 1370). Eimeric VI va morir el 1388 i va deixar 8 fills: Arnau (segurament mort jove), Eimeric, Pere (ambdós morts abans que el pare), Ermengarda, Burguina, Beatriu (les tres darreres monges), Elionor (morta entre 1377 i 1397) i el successor Guillem I, casat amb Garina de Beaufort-Canilhac amb la que va tenir dos fills: Eimeric, que va morir jove, i Guillem I que va heretar el vescomtat i que també fou jutge d'Arborea i comte de Goceà.
Guillem I es va casar amb Margarida d'Armanyac però no va tenir fills i el va succeir testamentàriament el seu germà per part de mare (Garina de Beaufort-Canilhac es va casar en segones noces amb Guillem de Tinièras senyor de Mardoinha) Pere Guillem III, que va heretar tant el vescomtat de Narbona, jutjat d'Arborea i comtat de Goceà, com, per part de pare, la senyoria de Mardoinha, es va casar amb Anna de Apchon, però no va tenir descendència i va vendre el vescomtat de Narbona a Gastó IV de Foix (Gastó I de Narbona) el 1447, tot i les reclamacions de la seva germana Margarida. Gastó I va cedir el vescomtat al seu fill Joan I de Narbona el 1468. Joan fou comte d'Étampes el 1478 i de Pardiac el 1479 i va morir el 1500 i fou el pare de Germana de Foix segona esposa de Ferran el Catòlic i reina de Catalunya-Aragó, i de Gastó II de Narbona que el 1507 va canviar el vescomtat pel ducat de Nemours amb el seu oncle el rei de França, que va incorporar Narbona als dominis reials el 1508.

## Llista de comtes i vescomtes de Narbona
- Llista de valís d'Arbuna (720-759)
  - Uthman ibn Naissa (720-730).[1][2][3]
  - Yússuf ibn Abd-ar-Rahman al-Fihrí (730-740).[4][5]
  - Abd-ar-Rahman ibn Àlqama (740-747).[5]
  - Úmar ibn Úmar (747-?).[6]
  - Abd-ar-Rahman ibn Uqba (759-759).[6][7]
- Comtes visigots:
  - Gilbert c. 750
  - Miló c. 752-753.
  - Desconegut 753-759 (probablement seguia Miló)
- Comtes carolingis:
  - Miló (segona vegada?) 759? a 785? (testimoniat el 782)
  - Magnari vers 785-793.
  - Esturmió vers 793-800
  - Ademar vers 800-817.
  - Liebulf vers 817-828 (comte de Provença vers 820-després del 829)
  - Bernat de Septimània 828-829 (comte de Barcelona).
  - Gaucelm 829-830 (comte de Rosselló)
  - Bernat de Septimània 830-832 (comte de Barcelona).
  - Berenguer de Tolosa 832-835 (comte de Barcelona)
  - Bernat de Septimània 835-844 (comte de Barcelona).
  - Sunifred 844-848(comte de Barcelona)
  - Guillem de Septimània 848-849 (comte de Barcelona).
  - Aleran 849-852 (comte de Barcelona)
  - Odalric 852-857 (comte de Barcelona).
  - Humfrid 857-865 (comte de Barcelona)
  - Bernat de Gòtia 865-878 (comte de Barcelona).
  - Bernat Plantapilosa 878
  - El poder passa progressivament als vescomtes 830-880
- Veguers ?:
  - Magnari vers 785-793 (o vers 790-800)
  - Esturmió vers 793-800.
  - Quixilà 800-817
- Vescomtes:
  - Quixilà 817-821
  - Agilbert de Narbona, 821-832.
  - Alfons 832-834
  - Esteve 834-836.
  - Ermenard 836-852
  - Austen (junt amb Ermenard) 836-852.
  - Alaric 852-876
  - Francó I (junt amb Alaric) 852-876.
  - Lindoí 876-878
  - Maiol I 878-911(fill de Francó I).
  - Gauger o Gualquer c. 911 (fill)
  - Francó II c. 911-924 (germà).
  - Odó I 924-933 (fill)
  - Volverad (associat) c. 924-926 (germà).
  - Matfred I 933-966 o 969 (fill d'Odó)
  - Maiol II (associat) 933-952 (germà).
  - Ramon I 966 o 969-c. 1020 (fill de Matfred)
  - Berenguer I c. 1020-1067 (fill).
  - Bernat I 1067-c. 1080 (fill)
  - Ramon II (associat) 1067-1080 (germà).
  - Eimeric I 1080-1106 (fill de Bernat I)
  - Eimeric II 1106-1134 (fill).
  - Alfons I Jordà de Tolosa 1134-1143
  - Ermengarda (filla d'Eimeric II) 1143-1192.
  - Pere I Manrique de Lara 1192-1202 (nebot)
  - Eimeric III 1202-1239 (fill).
  - Amalric I 1239-1270 (fill)
  - Eimeric IV 1270-1298 (fill).
  - Amalric II 1298-1328 (fill)
  - Eimeric V 1328-1336 (fill).
  - Amalric III 1336-1341 (fill)
  - Eimeric VI 1341-1388 (germà).
  - Guillem I 1388-1397 (fill)
  - Guillem II 1397-1424 (fill).
  - Pere Guillem III de Tinièras (Tiniers) 1423-1447 (germanastre)
  - Gastó I (IV de Foix) 1447-1468 (per compra).
  - Joan I (comte de Foix, Etampes i Pardiac) 1468-1500
  - Gastó II 1500-1507 (fill) duc de Nemours 1507-1512 (+1512).
  - Annexió formal a la corona francesa 1508